# Ла-Боведа-де-Торо
Ла-Боведа-де-Торо (ісп. La Bóveda de Toro) — муніципалітет в Іспанії, у складі автономної спільноти Кастилія-і-Леон, у провінції Самора. Населення — 868 осіб (2010).
Муніципалітет розташований на відстані близько 180 км на північний захід від Мадрида, 33 км на південний схід від Самори.

## Демографія
Динаміка населення (INE ):